# 1804 en droit
Cet article présente les faits marquants de l'année 1804 en droit.

## Événements
- 13 mars (22 ventôse an XII) : établissement de 12 écoles de droit en France pour délivrer la licence en droit et la capacité en droit.
- 21 mars (30 ventôse an XII) : promulgation du Code civil, dit Code Napoléon.
- 18 mai : le Sénat adopte le sénatus-consulte organique du 28 floréal an XII, dit aussi Constitution de l’an XII.
- Juin : les registres de vote du référendum approuvant la Constitution de l'an XII sont ouverts pendant tout le mois.
- 15 juin : adoption du douzième amendement de la Constitution des États-Unis fixant la procédure pour l'élection du président et du vice-président des États-Unis.
- Publication du Code Decaen, œuvre de Charles Mathieu Isidore Decaen, alors gouverneur général des Mascareignes. Il regroupe les textes juridiques relatifs à l'esclavage aux Mascareignes.

## Naissances
- 22 juillet : Charles Demolombe, juriste français († 21 février 1887).
- 21 décembre : Jean-Baptiste Roustain, juriste français († 8 août 1856).

## Décès
- 2 novembre : mort d'Armand-Gaston Camus (1740-1804), avocat et jurisconsulte, homme politique sous la Révolution.